# Firelight (2012)
Firelight (bra: Luz de Fogo ou Prova de Fogo) é um telefilme de drama de 2012 que foi ao ar pela primeira vez na ABC. O filme foi dirigido por Darnell Martin e estrelado por Cuba Gooding Jr. e Q'orianka Kilcher. Ele contou a história de um grupo de presidiárias em uma instituição para adolescentes delinquentes do sexo feminino que encontram um novo sopro de vida ao se tornarem bombeiros voluntários. Vários críticos responderam favoravelmente ao filme e Gooding ganhou o NAACP Image Award de Melhor Ator em Telefilme, Minisséries ou Dramático Especial por sua atuação.

## Elenco
- Cuba Gooding Jr. como DJ
- Q'orianka Kilcher como Caroline Magabo
- DeWanda Wise como Terry Easle
- Rivka Rivera como Pedra
- Emily Tremaine como Amy Scott
- Sianoa Smit-McPhee como Tammy